# Sophie Friederike Dinglinger

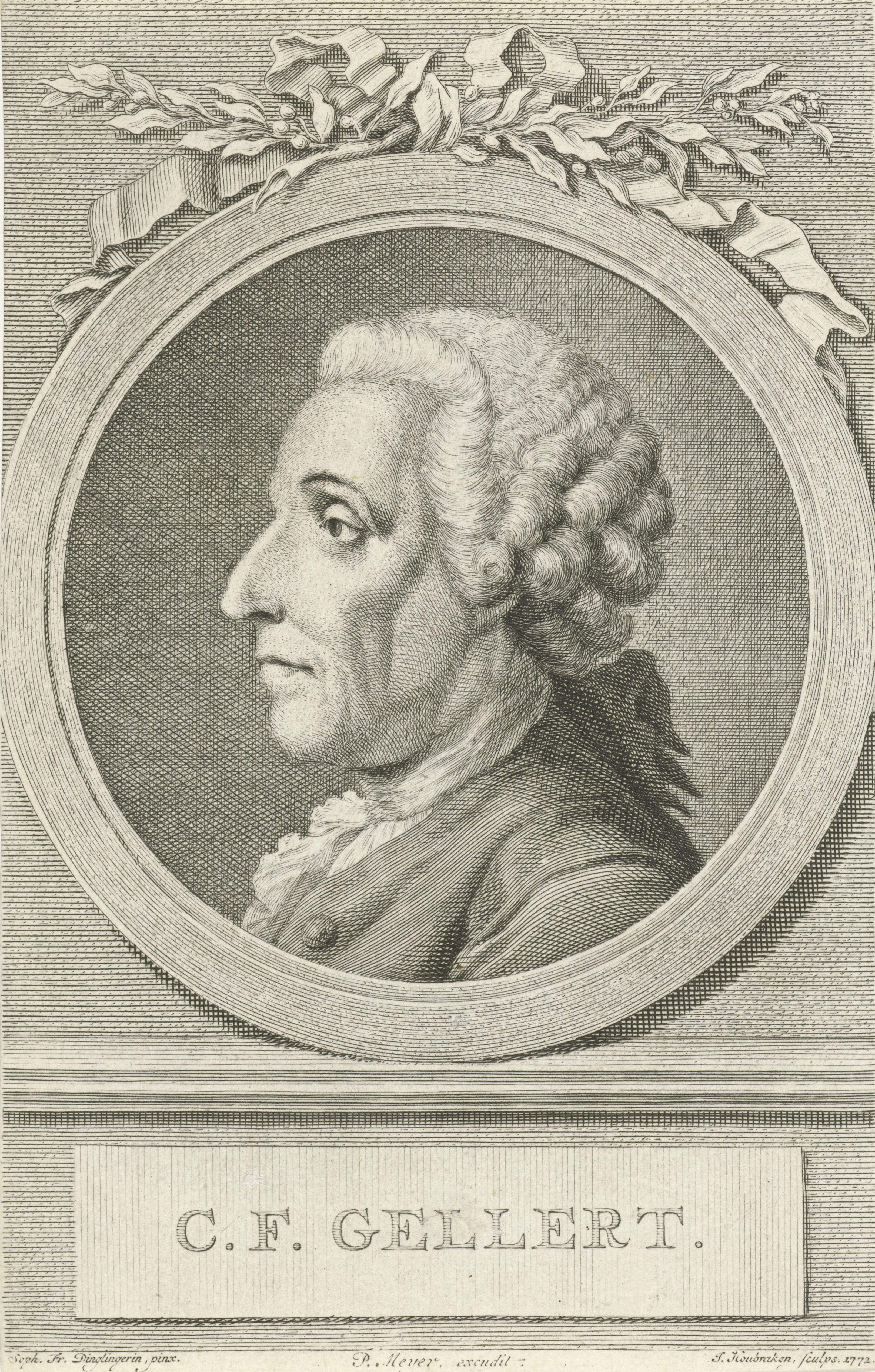
Porträt Christian Fürchtegott Gellerts von Sophie Friederike Dinglinger

Sophie Friederike Dinglinger (* um 1736 in Dresden; † 10. März 1791 ebenda) war eine deutsche Miniatur- und Pastellmalerin.

## Leben
Sophie Friederike Dinglinger wurde als Tochter des Goldschmieds Johann Friedrich Dinglinger in Dresden geboren. Ihr Großvater war der Hofgoldschmied Johann Melchior Dinglinger.
Das Zeichnen lernte sie unter Anleitung ihres Vaters und später durch Adam Friedrich Oeser die Miniaturmalerei während dessen Aufenthalts in Dresden. Später fertigte sie Pastellbilder und kopierte in Miniatur Werke von Nogari, Tischbein oder Graff.
Ihr erstes Gemälde, eine Kopie der Heiligen Familie von Raffael, kaufte Kurfürst August für seine Miniaturenkollektion der kurfürstlichen Gemäldegalerie.